# Campeonato colombiano 2020
El Campeonato colombiano de fútbol 2020 (conocido como Liga BetPlay Dimayor 2020 por motivos de patrocinio) fue la nonagésima primera (91.a) edición de la Categoría Primera A del fútbol profesional colombiano. El torneo fue suspendido entre el 13 de marzo y el 12 de septiembre de 2020 debido a la pandemia de COVID-19. Por lo anterior, en asamblea extraordinaria celebrada por la Dimayor se decidió jugar un solo torneo en la temporada 2020, teniendo en cuenta los partidos ya disputados del Torneo Apertura 2020.
El campeón y el subcampeón del torneo clasificaron a la fase de grupos de la Copa Libertadores 2021. Por reclasificación se definieron los demás participantes por Colombia en dicho torneo internacional y en la Copa Sudamericana 2021, excepto el último cupo, que lo obtuvo el vencedor de un partido entre el sexto mejor reclasificado no campeón y el ganador de la liguilla que disputaron los doce clubes que no clasificaron a los cuartos de final. Adicionalmente, el campeón obtuvo el derecho a disputar la Superliga de Colombia 2021 contra el mejor equipo de la reclasificación de la temporada 2020.
América de Cali se coronó como campeón del torneo al vencer a Santa Fe por un marcador global de 3:2 en la final, ganando de esta forma su decimoquinto título en la Categoría Primera A y segundo consecutivo. Asimismo, este es el cuarto torneo consecutivo ganado por directores técnicos extranjeros.

## Novedades
A partir de esta temporada cambió el nombre comercial del torneo, dejando de ser Liga Águila para denominarse Liga BetPlay Dimayor, debido al nuevo acuerdo de patrocinio de la Dimayor con la casa de apuestas colombiana BePlay como auspiciante principal durante las temporadas 2020-2024 con un monto de 8 millones de dólares por año.
En cuanto a las transmisiones del campeonato por televisión, la principal novedad fue la llegada del canal Win Sports+, único en transmitir en vivo todos los partidos, de modo que no hubo más transmisiones por la señal abierta de RCN Televisión.
Después de la implementación del VAR en la Final del Torneo Finalización 2019, el VAR estuvo presente en dos partidos de cada jornada durante este campeonato, incluyendo las finales, para un total de 54 partidos con el uso de la herramienta arbitral.

## Efectos de la pandemia de COVID-19

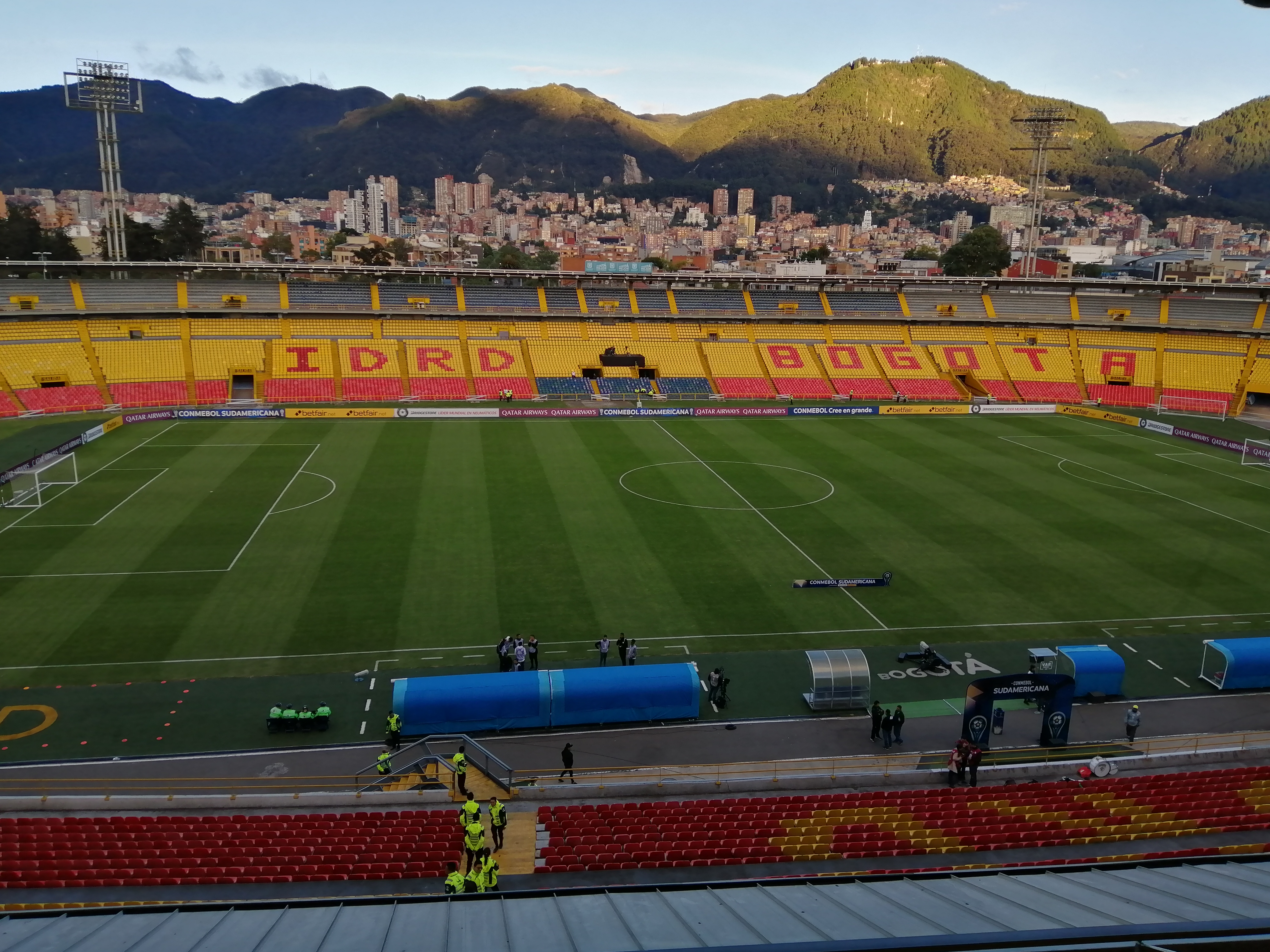
La reanudación del fútbol colombiano se dio con los estadios sin público.

Debido a las medidas para contener la pandemia de COVID-19 adoptadas por el Gobierno nacional el 12 de marzo de 2020, ese mismo día la Dimayor confirmó el aplazamiento de la novena fecha del Torneo Apertura 2020, programada inicialmente para disputarse entre el 13 y el 17 de marzo. Sin embargo, al día siguiente y luego de una reunión de los clubes, la Dimayor tomó la decisión de suspender temporalmente todos sus campeonatos, incluyendo el torneo de primera división. Entre el 25 de abril y el 30 de mayo se disputó la eLiga Dimayor.
El 29 de junio de 2020, dos días después de la realización de una asamblea de clubes de la Dimayor, la entidad presentó un calendario tentativo para la implementación del protocolo de bioseguridad para reanudar sus competiciones, en el cual se establecía la realización de pruebas de COVID-19 en todos los clubes entre el 10 y 15 de julio, y la reanudación de entrenamientos individuales al día siguiente. De igual manera, las fases 4 (inicio de los entrenamientos colectivos, inicialmente programado para el 20 de agosto) y 5 (reanudación de la competencia, programada inicialmente para el 27 de agosto) quedaron sujetas a aprobación gubernamental según la evolución de la pandemia. El 25 de julio de 2020, en la Asamblea de la Dimayor se confirmó que el torneo sería reanudado tentativamente el 30 de agosto de 2020 a puerta cerrada con la disputa de los partidos aplazados y la novena (9.ª) fecha, dependiendo de la autorización del Gobierno nacional.
El 20 de agosto de 2020, el ministro de Salud Fernando Ruiz Gómez anunció mediante sus redes sociales la autorización para el inicio de las fases 4 y 5 del protocolo de bioseguridad, con lo cual la fecha tentativa para el reinicio de la competición pasó al 12 de septiembre de 2020, sin embargo, la resolución en la cual se notificaba oficialmente tal autorización a la Dimayor tuvo un retraso en su expedición debido a ajustes solicitados por los clubes en aspectos tales como inscripciones de futbolistas, autorizaciones a menores de edad, concentraciones y desplazamientos. El 28 de agosto de 2020, en el programa de televisión Prevención y acción de la Presidencia de la República, el ministro del Deporte Ernesto Lucena confirmó que la liga de fútbol regresaría «a más tardar, en la tercera semana de septiembre».
El 31 de agosto de 2020, el Ministerio de Salud finalmente expidió la resolución 1507 de 2020, con la cual se dio vía libre al inicio de los entrenamientos colectivos y se establecieron nuevas medidas de bioseguridad, mientras que el presidente de la Dimayor Fernando Jaramillo anunció que el campeonato se reiniciaría el 19 de septiembre de 2020. El 3 de septiembre de 2020, con el anuncio de la programación de los partidos aplazados para el fin de semana del 12 y 13 de septiembre por parte de Dimayor, se confirmó finalmente el sábado 12 de septiembre como la fecha para el reinicio del torneo.

## Sistema de juego
El sistema de juego en el Torneo Apertura originalmente se estableció el 30 de octubre de 2019 en la asamblea de la Dimayor.
Se jugaría en un sistema de tres fases: en la primera los equipos jugarían 19 jornadas todos contra todos, además de una jornada de "clásicos"; los cuatro primeros equipos de la tabla de posiciones al final de las 20 jornadas clasificarían a la siguiente fase (semifinales) que consistirían en llaves de eliminación directa con ida y vuelta (sistema usado únicamente en el Torneo Apertura 2010). Los ganadores de cada llave se enfrentarían en la final a partidos de ida y vuelta para definir el campeón del torneo que clasificará a la Superliga y a la Copa Libertadores.
Debido a la pandemia por coronavirus que causó la suspensión temporal del campeonato y a la postergación de la Copa América 2020, en la Asamblea de Dimayor celebrada el 25 de julio de 2020 se decidió realizar un campeonato en el año y reanudar la fase todos contra todos hasta su culminación, con ocho equipos clasificados a la siguiente fase, en lugar de cuatro como estaba originalmente establecido. Inicialmente se determinó jugar cuadrangulares semifinales, pero dado que la suspensión del torneo se extendió hasta mediados de septiembre, los clubes acordaron jugar la fase final en sistema de eliminación directa a doble partido (ida y vuelta) con tres fases: cuartos de final (22 y 29 de noviembre), semifinal (6 y 13 de diciembre) y final (20 y 27 de diciembre). Adicionalmente, se decidió realizar un torneo denominado "liguilla de eliminados" con los doce equipos no clasificados a la fase final del torneo, los cuales se dividieron en tres grupos de cuatro para determinar un equipo que jugó un repechaje a partido único contra el mejor equipo de la reclasificación que no había obtenido cupo a competición internacional por un cupo a la Copa Sudamericana 2021.

## Equipos participantes

### Relevo anual de clubes
| Ascendidos a la Primera A                   |
| ------------------------------------------- |
| Deportivo Pereira (Campeón de la Primera B) |
| Boyacá Chicó (Subcampeón de la Primera B)   |

| Descendidos a la Primera B                                    |
| ------------------------------------------------------------- |
| Unión Magdalena (2.° peor promedio acumulado en la Primera A) |
| Atlético Huila (Peor promedio acumulado en la Primera A )     |

### Datos de los clubes
- Deportivo Pasto regresó después de un año de jugar en Ipiales a su sede como local, el Estadio Departamental Libertad de Pasto.[19]
- Desde la reanudación del campeonato en septiembre, Cúcuta Deportivo trasladó la sede de sus partidos como local al Estadio Centenario de Armenia, debido al mal estado del campo de su estadio habitual, el General Santander de Cúcuta.[20]

| Equipo                 | Entrenador                    | Ciudad          | Estadio                        | Aforo         |
| ---------------------- | ----------------------------- | --------------- | ------------------------------ | ------------- |
| Águilas Doradas        | Francesco Stifano             | Rionegro        | Alberto Grisales               | 14 000        |
| Alianza Petrolera      | Dayron Montesino (interino)   | Barrancabermeja | Daniel Villa Zapata            | 10 400        |
| América de Cali        | Juan Cruz Real                | Cali            | Olímpico Pascual Guerrero      | 35 400        |
| Atlético Bucaramanga   | Guillermo Sanguinetti         | Bucaramanga     | Alfonso López                  | 25 000        |
| Atlético Nacional      | Alejandro Restrepo (interino) | Medellín        | Atanasio Girardot              | 40 940        |
| Boyacá Chicó           | Bélmer Aguilar                | Tunja           | La Independencia               | 20 630        |
| Cúcuta Deportivo       | David Suárez                  | Cúcuta Armenia  | General Santander Centenario   | 42 000 20 716 |
| Deportes Tolima        | Hernán Torres                 | Ibagué          | Manuel Murillo Toro            | 28 170        |
| Deportivo Cali         | Alfredo Arias                 | Palmira         | Deportivo Cali                 | 42 000        |
| Deportivo Pasto        | Diego Corredor                | Pasto           | Departamental Libertad         | 20 000        |
| Deportivo Pereira      | Alexis Márquez (interino)     | Pereira         | Hernán Ramírez Villegas        | 30 290        |
| Envigado F. C.         | José Arastey                  | Envigado        | Polideportivo Sur              | 14 000        |
| Independiente Medellín | Humberto Sierra (interino)    | Medellín        | Atanasio Girardot              | 40 940        |
| Jaguares               | Alberto Suárez                | Montería        | Jaraguay                       | 12 000        |
| Junior                 | Luis Amaranto Perea           | Barranquilla    | Metropolitano Roberto Meléndez | 46 690        |
| La Equidad             | Alexis García                 | Bogotá          | Metropolitano de Techo         | 10 000        |
| Millonarios            | Alberto Gamero                | Bogotá          | Nemesio Camacho El Campín      | 36 340        |
| Once Caldas            | Hubert Bodhert                | Manizales       | Palogrande                     | 32 670        |
| Patriotas              | Abel Segovia                  | Tunja           | La Independencia               | 20 630        |
| Santa Fe               | Harold Rivera                 | Bogotá          | Nemesio Camacho El Campín      | 36 340        |

#### Cambio de entrenadores
| Equipo                 | Entrenador saliente   | Fecha de salida          | Reemplazado por       | Fecha de llegada         |
| ---------------------- | --------------------- | ------------------------ | --------------------- | ------------------------ |
| La Equidad             | Guillermo Rivera      | 29 de octubre de 2019    | Alexis García         | 7 de enero de 2020       |
| Millonarios            | Jorge Luis Pinto      | 30 de octubre de 2019    | Alberto Gamero        | 3 de diciembre de 2019   |
| Atlético Bucaramanga   | Sergio Novoa          | 5 de noviembre de 2019   | José Manuel Rodríguez | 5 de noviembre de 2019   |
| Águilas Doradas        | Flabio Torres         | 5 de noviembre de 2019   | Francesco Stifano     | 12 de diciembre de 2019  |
| Cúcuta Deportivo       | Guillermo Sanguinetti | 27 de noviembre de 2019  | Jairo Patiño          | 5 de enero de 2020       |
| Deportes Tolima        | Alberto Gamero        | 3 de diciembre de 2019   | Hernán Torres         | 6 de diciembre de 2019   |
| Deportivo Pasto        | Octavio Zambrano      | 4 de diciembre de 2019   | Diego Corredor        | 4 de diciembre de 2019   |
| Deportivo Cali         | Lucas Pusineri        | 7 de diciembre de 2019   | Alfredo Arias         | 13 de diciembre de 2019  |
| Atlético Bucaramanga   | José Manuel Rodríguez | 17 de febrero de 2020    | Guillermo Sanguinetti | 22 de febrero de 2020    |
| Cúcuta Deportivo       | Jairo Patiño          | 17 de febrero de 2020    | Jorge Artigas         | 17 de febrero de 2020    |
| Jaguares               | Juan Cruz Real        | 12 de marzo de 2020      | Alberto Suárez        | 17 de julio de 2020      |
| América de Cali        | Alexandre Guimarães   | 1 de junio de 2020       | Juan Cruz Real        | 13 de julio de 2020      |
| Boyacá Chicó           | Jhon Jaime Gómez      | 2 de septiembre de 2020  | Bélmer Aguilar        | 2 de septiembre de 2020  |
| Junior                 | Julio Comesaña        | 14 de septiembre de 2020 | Luis Amaranto Perea   | 14 de septiembre de 2020 |
| Independiente Medellín | Aldo Bobadilla        | 28 de septiembre de 2020 | Javier Álvarez        | 2 de octubre de 2020     |
| Deportivo Pereira      | Néstor Craviotto      | 26 de octubre de 2020    | Alexis Márquez        | 3 de noviembre de 2020   |
| Atlético Nacional      | Juan Carlos Osorio    | 1 de noviembre de 2020   | Alejandro Restrepo    | 5 de noviembre de 2020   |
| Cúcuta Deportivo       | Jorge Artigas         | 3 de noviembre de 2020   | David Suárez          | 4 de noviembre de 2020   |
| Independiente Medellín | Javier Álvarez        | 15 de noviembre de 2020  | Humberto Sierra       | 15 de noviembre de 2020  |
| Alianza Petrolera      | César Torres          | 15 de noviembre de 2020  | Dayron Montesino      | 15 de noviembre de 2020  |
| Patriotas              | Nelson Gómez          | 17 de noviembre de 2020  | Abel Segovia          | 17 de noviembre de 2020  |

### Localización
| Antioquia          | 4 | Águilas Doradas, Atlético Nacional, Envigado F. C. e Independiente Medellín | Junior Jaguares Cúcuta Bucaramanga Alianza Medellín Envigado Águilas Tunja Caldas Pereira Bogotá · Tolima Cali América Pasto Equipos de Bogotá: · La Equidad · Millonarios · Santa Fe Equipos de Medellín: · Atlético Nacional · Independiente Medellín Equipos de Tunja: · Boyacá Chicó · Patriotas |
| Bogotá, D. C.      | 3 | La Equidad, Millonarios y Santa Fe                                          | Junior Jaguares Cúcuta Bucaramanga Alianza Medellín Envigado Águilas Tunja Caldas Pereira Bogotá · Tolima Cali América Pasto Equipos de Bogotá: · La Equidad · Millonarios · Santa Fe Equipos de Medellín: · Atlético Nacional · Independiente Medellín Equipos de Tunja: · Boyacá Chicó · Patriotas |
| Boyacá             | 2 | Boyacá Chicó y Patriotas                                                    | Junior Jaguares Cúcuta Bucaramanga Alianza Medellín Envigado Águilas Tunja Caldas Pereira Bogotá · Tolima Cali América Pasto Equipos de Bogotá: · La Equidad · Millonarios · Santa Fe Equipos de Medellín: · Atlético Nacional · Independiente Medellín Equipos de Tunja: · Boyacá Chicó · Patriotas |
| Santander          | 2 | Alianza Petrolera y Atlético Bucaramanga                                    | Junior Jaguares Cúcuta Bucaramanga Alianza Medellín Envigado Águilas Tunja Caldas Pereira Bogotá · Tolima Cali América Pasto Equipos de Bogotá: · La Equidad · Millonarios · Santa Fe Equipos de Medellín: · Atlético Nacional · Independiente Medellín Equipos de Tunja: · Boyacá Chicó · Patriotas |
| Valle del Cauca    | 2 | América de Cali y Deportivo Cali                                            | Junior Jaguares Cúcuta Bucaramanga Alianza Medellín Envigado Águilas Tunja Caldas Pereira Bogotá · Tolima Cali América Pasto Equipos de Bogotá: · La Equidad · Millonarios · Santa Fe Equipos de Medellín: · Atlético Nacional · Independiente Medellín Equipos de Tunja: · Boyacá Chicó · Patriotas |
| Atlántico          | 1 | Junior                                                                      | Junior Jaguares Cúcuta Bucaramanga Alianza Medellín Envigado Águilas Tunja Caldas Pereira Bogotá · Tolima Cali América Pasto Equipos de Bogotá: · La Equidad · Millonarios · Santa Fe Equipos de Medellín: · Atlético Nacional · Independiente Medellín Equipos de Tunja: · Boyacá Chicó · Patriotas |
| Caldas             | 1 | Once Caldas                                                                 | Junior Jaguares Cúcuta Bucaramanga Alianza Medellín Envigado Águilas Tunja Caldas Pereira Bogotá · Tolima Cali América Pasto Equipos de Bogotá: · La Equidad · Millonarios · Santa Fe Equipos de Medellín: · Atlético Nacional · Independiente Medellín Equipos de Tunja: · Boyacá Chicó · Patriotas |
| Córdoba            | 1 | Jaguares                                                                    | Junior Jaguares Cúcuta Bucaramanga Alianza Medellín Envigado Águilas Tunja Caldas Pereira Bogotá · Tolima Cali América Pasto Equipos de Bogotá: · La Equidad · Millonarios · Santa Fe Equipos de Medellín: · Atlético Nacional · Independiente Medellín Equipos de Tunja: · Boyacá Chicó · Patriotas |
| Nariño             | 1 | Deportivo Pasto                                                             | Junior Jaguares Cúcuta Bucaramanga Alianza Medellín Envigado Águilas Tunja Caldas Pereira Bogotá · Tolima Cali América Pasto Equipos de Bogotá: · La Equidad · Millonarios · Santa Fe Equipos de Medellín: · Atlético Nacional · Independiente Medellín Equipos de Tunja: · Boyacá Chicó · Patriotas |
| Norte de Santander | 1 | Cúcuta Deportivo                                                            | Junior Jaguares Cúcuta Bucaramanga Alianza Medellín Envigado Águilas Tunja Caldas Pereira Bogotá · Tolima Cali América Pasto Equipos de Bogotá: · La Equidad · Millonarios · Santa Fe Equipos de Medellín: · Atlético Nacional · Independiente Medellín Equipos de Tunja: · Boyacá Chicó · Patriotas |
| Risaralda          | 1 | Deportivo Pereira                                                           | Junior Jaguares Cúcuta Bucaramanga Alianza Medellín Envigado Águilas Tunja Caldas Pereira Bogotá · Tolima Cali América Pasto Equipos de Bogotá: · La Equidad · Millonarios · Santa Fe Equipos de Medellín: · Atlético Nacional · Independiente Medellín Equipos de Tunja: · Boyacá Chicó · Patriotas |
| Tolima             | 1 | Deportes Tolima                                                             | Junior Jaguares Cúcuta Bucaramanga Alianza Medellín Envigado Águilas Tunja Caldas Pereira Bogotá · Tolima Cali América Pasto Equipos de Bogotá: · La Equidad · Millonarios · Santa Fe Equipos de Medellín: · Atlético Nacional · Independiente Medellín Equipos de Tunja: · Boyacá Chicó · Patriotas |

## Todos contra todos

### Clasificación
| Pos. | Equipo                 | Pts. | PJ | G  | E  | P  | GF | GC | Dif. | Clasificación     |
| ---- | ---------------------- | ---- | -- | -- | -- | -- | -- | -- | ---- | ----------------- |
| 1    | Santa Fe               | 40   | 20 | 11 | 7  | 2  | 34 | 17 | +17  | Cuartos de final. |
| 2    | Deportes Tolima        | 37   | 20 | 10 | 7  | 3  | 30 | 16 | +14  | Cuartos de final. |
| 3    | Atlético Nacional      | 35   | 20 | 10 | 5  | 5  | 39 | 31 | +8   | Cuartos de final. |
| 4    | Deportivo Cali         | 34   | 20 | 8  | 10 | 2  | 32 | 23 | +9   | Cuartos de final. |
| 5    | Deportivo Pasto        | 34   | 20 | 9  | 7  | 4  | 27 | 20 | +7   | Cuartos de final. |
| 6    | Junior                 | 33   | 20 | 8  | 9  | 3  | 27 | 17 | +10  | Cuartos de final. |
| 7    | América de Cali        | 33   | 20 | 9  | 6  | 5  | 31 | 22 | +9   | Cuartos de final. |
| 8    | La Equidad             | 32   | 20 | 9  | 5  | 6  | 30 | 23 | +7   | Cuartos de final. |
| 9    | Águilas Doradas        | 31   | 20 | 8  | 7  | 5  | 27 | 21 | +6   |                   |
| 10   | Millonarios            | 30   | 20 | 7  | 9  | 4  | 29 | 21 | +8   |                   |
| 11   | Once Caldas            | 29   | 20 | 6  | 11 | 3  | 23 | 20 | +3   |                   |
| 12   | Envigado F. C.         | 23   | 20 | 5  | 8  | 7  | 22 | 25 | −3   |                   |
| 13   | Atlético Bucaramanga   | 21   | 20 | 5  | 6  | 9  | 16 | 26 | −10  |                   |
| 14   | Independiente Medellín | 20   | 20 | 5  | 5  | 10 | 22 | 28 | −6   |                   |
| 15   | Alianza Petrolera      | 19   | 20 | 5  | 4  | 11 | 22 | 35 | −13  |                   |
| 16   | Deportivo Pereira      | 18   | 20 | 4  | 6  | 10 | 17 | 24 | −7   |                   |
| 17   | Jaguares               | 17   | 20 | 3  | 8  | 9  | 21 | 30 | −9   |                   |
| 18   | Patriotas              | 17   | 20 | 3  | 8  | 9  | 10 | 21 | −11  |                   |
| 19   | Boyacá Chicó           | 15   | 20 | 4  | 3  | 13 | 13 | 33 | −20  |                   |
| 20   | Cúcuta Deportivo       | 14   | 20 | 3  | 5  | 12 | 18 | 38 | −20  |                   |

 Fuente: Dimayor

#### Evolución de la clasificación
| Equipo                 | Jornada | Jornada | Jornada | Jornada | Jornada | Jornada | Jornada | Jornada | Jornada | Jornada | Jornada | Jornada | Jornada | Jornada | Jornada | Jornada | Jornada | Jornada | Jornada | Jornada |
| Equipo                 | 1       | 2       | 3       | 4       | 5       | 6       | 7       | 8       | 9       | 10      | 11      | 12      | 13      | 14      | 15      | 16      | 17      | 18      | 19      | 20      |
| ---------------------- | ------- | ------- | ------- | ------- | ------- | ------- | ------- | ------- | ------- | ------- | ------- | ------- | ------- | ------- | ------- | ------- | ------- | ------- | ------- | ------- |
| Santa Fe               | 12      | 12      | 16      | 12      | 6       | 4       | 3       | 3       | 3       | 4       | 3       | 3       | 3       | 2       | 3       | 2       | 2       | 2       | 1       | 1       |
| Deportes Tolima        | 9       | 14      | 14      | 11      | 14      | 11      | 8       | 4       | 2       | 1       | 1       | 1       | 1       | 1       | 1       | 1       | 1       | 1       | 2       | 2       |
| Atlético Nacional      | 3       | 1       | 3       | 2       | 2       | 1       | 1       | 1       | 6       | 8       | 5       | 4       | 5       | 4       | 5       | 6       | 7       | 7       | 5       | 3       |
| Deportivo Cali         | 2       | 3       | 6       | 3       | 4       | 7       | 9       | 9       | 9       | 5       | 7       | 6       | 6       | 5       | 4       | 3       | 3       | 3       | 3       | 4       |
| Deportivo Pasto        | 6       | 8       | 5       | 1       | 1       | 2       | 2       | 2       | 1       | 3       | 2       | 2       | 2       | 3       | 2       | 4       | 5       | 5       | 4       | 5       |
| Junior                 | 4       | 4       | 2       | 8       | 8       | 8       | 5       | 6       | 5       | 6       | 8       | 8       | 9       | 8       | 8       | 9       | 6       | 6       | 7       | 6       |
| América de Cali        | 1       | 2       | 1       | 5       | 3       | 5       | 7       | 8       | 8       | 9       | 6       | 7       | 4       | 6       | 6       | 5       | 4       | 4       | 6       | 7       |
| La Equidad             | 20      | 19      | 20      | 16      | 18      | 15      | 12      | 13      | 10      | 11      | 10      | 11      | 8       | 9       | 9       | 8       | 8       | 8       | 8       | 8       |
| Águilas Doradas        | 5       | 7       | 4       | 7       | 7       | 10      | 11      | 12      | 14      | 14      | 14      | 13      | 12      | 14      | 10      | 10      | 10      | 10      | 9       | 9       |
| Millonarios            | 14      | 15      | 15      | 18      | 15      | 16      | 17      | 17      | 17      | 18      | 18      | 17      | 17      | 16      | 12      | 13      | 11      | 11      | 10      | 10      |
| Once Caldas            | 13      | 13      | 7       | 9       | 11      | 9       | 6       | 7       | 7       | 2       | 4       | 5       | 7       | 7       | 7       | 7       | 9       | 9       | 11      | 11      |
| Envigado F. C.         | 7       | 6       | 9       | 14      | 10      | 12      | 13      | 14      | 11      | 10      | 11      | 10      | 10      | 10      | 11      | 12      | 13      | 13      | 13      | 12      |
| Atlético Bucaramanga   | 17      | 18      | 19      | 20      | 20      | 17      | 15      | 15      | 15      | 17      | 16      | 16      | 15      | 12      | 14      | 11      | 12      | 12      | 12      | 13      |
| Independiente Medellín | 8       | 5       | 8       | 6       | 12      | 14      | 14      | 11      | 13      | 13      | 13      | 12      | 13      | 13      | 15      | 15      | 15      | 16      | 14      | 14      |
| Alianza Petrolera      | 16      | 10      | 13      | 10      | 5       | 3       | 4       | 5       | 4       | 7       | 9       | 9       | 11      | 11      | 13      | 14      | 14      | 14      | 15      | 15      |
| Deportivo Pereira      | 18      | 20      | 11      | 13      | 13      | 6       | 10      | 10      | 12      | 12      | 12      | 14      | 14      | 15      | 16      | 16      | 16      | 15      | 17      | 16      |
| Jaguares               | 19      | 17      | 10      | 4       | 9       | 13      | 16      | 16      | 18      | 16      | 15      | 15      | 16      | 17      | 17      | 17      | 17      | 17      | 16      | 17      |
| Patriotas              | 11      | 16      | 17      | 17      | 18      | 18      | 18      | 20      | 20      | 19      | 19      | 20      | 20      | 20      | 20      | 20      | 20      | 19      | 19      | 18      |
| Boyacá Chicó           | 15      | 9       | 12      | 15      | 17      | 19      | 19      | 19      | 19      | 20      | 20      | 19      | 18      | 19      | 19      | 19      | 18      | 18      | 18      | 19      |
| Cúcuta Deportivo       | 10      | 11      | 18      | 19      | 16      | 20      | 20      | 18      | 16      | 15      | 17      | 18      | 19      | 18      | 18      | 18      | 19      | 20      | 20      | 20      |

1. 1 2  Deportivo Pasto vs. Deportes Tolima, por la segunda (2ª) fecha fue aplazado y se jugó el 13 de septiembre, días antes de la disputa de la novena (9ª) fecha.
2. 1 2  Atlético Nacional vs. Deportes Tolima, por la novena (9ª) fecha fue aplazado y se jugó el 30 de septiembre, días antes de la disputa de la undécima (11ª) fecha.
3. 1 2  Deportivo Cali vs. Millonarios, por la sexta (6ª) fecha fue aplazado y se jugó el 12 de septiembre, días antes de la disputa de la novena (9ª) fecha.

### Resultados
- La hora de cada encuentro corresponde al huso horario que rige a Colombia (UTC-5)

Nota: Los horarios se definen la semana previa a cada jornada. Todos los partidos son transmitidos en vivo por Win Sports+. El canal Win Sports transmite 5 partidos en vivo por fecha.
| Deportes Tolima      | 2 : 2 | Independiente Medellín | Manuel Murillo Toro            | 23 de enero | 19:45 | Win Sports+              |
| Águilas Doradas      | 2 : 0 | Jaguares               | Alberto Grisales               | 24 de enero | 18:00 | Win Sports+ y Win Sports |
| Once Caldas          | 0 : 0 | Santa Fe               | Palogrande                     | 24 de enero | 20:05 | Win Sports+ y Win Sports |
| Envigado F. C.       | 1 : 0 | Boyacá Chicó           | Polideportivo Sur              | 25 de enero | 14:00 | Win Sports+ y Win Sports |
| Atlético Bucaramanga | 0 : 2 | Deportivo Cali         | Daniel Villa Zapata            | 25 de enero | 16:05 | Win Sports+ y Win Sports |
| Junior               | 2 : 0 | La Equidad             | Metropolitano Roberto Meléndez | 25 de enero | 18:10 | Win Sports+              |
| América de Cali      | 3 : 1 | Alianza Petrolera      | Olímpico Pascual Guerrero      | 25 de enero | 20:15 | Win Sports+              |
| Patriotas            | 1 : 1 | Cúcuta Deportivo       | La Independencia               | 26 de enero | 15:15 | Win Sports+ y Win Sports |
| Atlético Nacional    | 2 : 0 | Deportivo Pereira      | Atanasio Girardot              | 26 de enero | 17:20 | Win Sports+              |
| Millonarios          | 1 : 2 | Deportivo Pasto        | Nemesio Camacho El Campín      | 26 de enero | 19:30 | Win Sports+              |

| Once Caldas            | 1 : 1 | Atlético Bucaramanga | Palogrande                | 28 de enero      | 16:00 | Win Sports+ y Win Sports |
| Independiente Medellín | 2 : 1 | Águilas Doradas      | Atanasio Girardot         | 28 de enero      | 18:05 | Win Sports+ y Win Sports |
| Deportivo Cali         | 0 : 0 | Junior               | Deportivo Cali            | 28 de enero      | 20:10 | Win Sports+              |
| Jaguares               | 2 : 2 | América de Cali      | Jaraguay                  | 29 de enero      | 16:05 | Win Sports+              |
| Boyacá Chicó           | 1 : 0 | Patriotas            | La Independencia          | 29 de enero      | 18:10 | Win Sports+ y Win Sports |
| La Equidad             | 3 : 4 | Atlético Nacional    | Nemesio Camacho El Campín | 29 de enero      | 20:15 | Win Sports+              |
| Alianza Petrolera      | 1 : 0 | Deportivo Pereira    | Daniel Villa Zapata       | 30 de enero      | 16:00 | Win Sports+ y Win Sports |
| Santa Fe               | 1 : 1 | Envigado F. C.       | Nemesio Camacho El Campín | 30 de enero      | 18:05 | Win Sports               |
| Cúcuta Deportivo       | 1 : 1 | Millonarios          | General Santander         | 30 de enero      | 18:05 | Win Sports+              |
| Deportivo Pasto        | 1 : 3 | Deportes Tolima      | Departamental Libertad    | 13 de septiembre | 19:30 | Win Sports+              |

| Atlético Bucaramanga | 0 : 0 | Deportes Tolima        | Daniel Villa Zapata            | 1 de febrero | 16:05 | Win Sports+ y Win Sports |
| Junior               | 1 : 0 | Independiente Medellín | Metropolitano Roberto Meléndez | 1 de febrero | 18:10 | Win Sports+              |
| Atlético Nacional    | 1 : 2 | Jaguares               | Atanasio Girardot              | 1 de febrero | 20:15 | Win Sports+              |
| Deportivo Pereira    | 2 : 0 | Cúcuta Deportivo       | Hernán Ramírez Villegas        | 2 de febrero | 15:15 | Win Sports+ y Win Sports |
| Millonarios          | 2 : 2 | La Equidad             | Nemesio Camacho El Campín      | 2 de febrero | 17:20 | Win Sports+              |
| América de Cali      | 1 : 0 | Boyacá Chicó           | Centenario de Armenia          | 2 de febrero | 19:30 | Win Sports+              |
| Alianza Petrolera    | 0 : 1 | Deportivo Pasto        | Daniel Villa Zapata            | 3 de febrero | 16:00 | Win Sports+ y Win Sports |
| Águilas Doradas      | 1 : 0 | Santa Fe               | Alberto Grisales               | 3 de febrero | 18:00 | Win Sports+ y Win Sports |
| Envigado F. C.       | 0 : 1 | Once Caldas            | Polideportivo Sur              | 4 de febrero | 18:00 | Win Sports+ y Win Sports |
| Patriotas            | 0 : 0 | Deportivo Cali         | La Independencia               | 4 de febrero | 20:05 | Win Sports+              |

| Independiente Medellín | 3 : 1 | Patriotas            | Atanasio Girardot         | 7 de febrero  | 16:00 | Win Sports+ y Win Sports |
| Deportivo Pasto        | 4 : 0 | Atlético Bucaramanga | Departamental Libertad    | 7 de febrero  | 18:05 | Win Sports+              |
| Deportes Tolima        | 3 : 0 | Envigado F. C.       | Manuel Murillo Toro       | 7 de febrero  | 20:10 | Win Sports+ y Win Sports |
| Cúcuta Deportivo       | 0 : 2 | Alianza Petrolera    | General Santander         | 8 de febrero  | 16:05 | Win Sports+ y Win Sports |
| Deportivo Cali         | 2 : 1 | América de Cali      | Deportivo Cali            | 8 de febrero  | 18:10 | Win Sports+              |
| Santa Fe               | 3 : 1 | Junior               | Nemesio Camacho El Campín | 8 de febrero  | 20:15 | Win Sports+              |
| La Equidad             | 3 : 3 | Deportivo Pereira    | Metropolitano de Techo    | 9 de febrero  | 14:00 | Win Sports+ y Win Sports |
| Jaguares               | 4 : 1 | Millonarios          | Jaraguay                  | 9 de febrero  | 16:00 | Win Sports+              |
| Once Caldas            | 1 : 1 | Águilas Doradas      | Palogrande                | 10 de febrero | 20:05 | Win Sports+ y Win Sports |
| Boyacá Chicó           | 0 : 3 | Atlético Nacional    | La Independencia          | 11 de febrero | 20:05 | Win Sports+              |

| Águilas Doradas   | 1 : 1 | Deportes Tolima        | Alberto Grisales               | 14 de febrero | 18:00 | Win Sports+ y Win Sports |
| Alianza Petrolera | 1 : 0 | La Equidad             | Daniel Villa Zapata            | 14 de febrero | 20:05 | Win Sports+ y Win Sports |
| América de Cali   | 2 : 0 | Independiente Medellín | Olímpico Pascual Guerrero      | 15 de febrero | 16:05 | Win Sports+              |
| Millonarios       | 2 : 1 | Boyacá Chicó           | Nemesio Camacho El Campín      | 15 de febrero | 18:10 | Win Sports+              |
| Atlético Nacional | 2 : 2 | Deportivo Cali         | Atanasio Girardot              | 15 de febrero | 20:15 | Win Sports+              |
| Patriotas         | 0 : 2 | Santa Fe               | La Independencia               | 16 de febrero | 14:00 | Win Sports+ y Win Sports |
| Envigado F. C.    | 4 : 0 | Atlético Bucaramanga   | Polideportivo Sur              | 16 de febrero | 16:05 | Win Sports+ y Win Sports |
| Junior            | 0 : 0 | Once Caldas            | Metropolitano Roberto Meléndez | 16 de febrero | 18:10 | Win Sports+              |
| Cúcuta Deportivo  | 0 : 0 | Deportivo Pasto        | General Santander              | 16 de febrero | 20:15 | Win Sports+              |
| Deportivo Pereira | 1 : 0 | Jaguares               | Hernán Ramírez Villegas        | 18 de febrero | 19:40 | Win Sports+ y Win Sports |

| Deportivo Pasto        | 1 : 0 | Envigado F. C.    | Departamental Libertad    | 21 de febrero    | 18:05 | Win Sports+              |
| Santa Fe               | 2 : 0 | América de Cali   | Nemesio Camacho El Campín | 21 de febrero    | 20:10 | Win Sports+              |
| Boyacá Chicó           | 0 : 1 | Deportivo Pereira | La Independencia          | 22 de febrero    | 15:15 | Win Sports+ y Win Sports |
| Independiente Medellín | 1 : 3 | Atlético Nacional | Atanasio Girardot         | 22 de febrero    | 17:20 | Win Sports+              |
| Deportes Tolima        | 0 : 0 | Junior            | Manuel Murillo Toro       | 22 de febrero    | 19:30 | Win Sports+              |
| La Equidad             | 4 : 1 | Cúcuta Deportivo  | Metropolitano de Techo    | 23 de febrero    | 15:15 | Win Sports+ y Win Sports |
| Atlético Bucaramanga   | 2 : 0 | Águilas Doradas   | Alfonso López             | 23 de febrero    | 17:20 | Win Sports+ y Win Sports |
| Once Caldas            | 0 : 0 | Patriotas         | Palogrande                | 23 de febrero    | 19:30 | Win Sports+              |
| Jaguares               | 1 : 3 | Alianza Petrolera | Jaraguay                  | 24 de febrero    | 20:05 | Win Sports+ y Win Sports |
| Deportivo Cali         | 1 : 1 | Millonarios       | Deportivo Cali            | 12 de septiembre | 18:00 | Win Sports+              |

| Junior            | 3 : 2 | Jaguares               | Metropolitano Roberto Meléndez | 28 de febrero | 19:40 | Win Sports+              |
| Patriotas         | 1 : 1 | Boyacá Chicó           | La Independencia               | 29 de febrero | 14:30 | Win Sports+ y Win Sports |
| Atlético Nacional | 1 : 1 | Independiente Medellín | Atanasio Girardot              | 29 de febrero | 16:05 | Win Sports+              |
| América de Cali   | 1 : 1 | Deportivo Cali         | Olímpico Pascual Guerrero      | 29 de febrero | 18:10 | Win Sports+              |
| Alianza Petrolera | 0 : 1 | Deportes Tolima        | Daniel Villa Zapata            | 29 de febrero | 20:15 | Win Sports+ y Win Sports |
| Deportivo Pasto   | 1 : 2 | La Equidad             | Departamental Libertad         | 1 de marzo    | 14:00 | Win Sports+ y Win Sports |
| Águilas Doradas   | 1 : 1 | Envigado F. C.         | Alberto Grisales               | 1 de marzo    | 16:05 | Win Sports+ y Win Sports |
| Cúcuta Deportivo  | 0 : 1 | Atlético Bucaramanga   | General Santander              | 1 de marzo    | 18:10 | Win Sports+              |
| Deportivo Pereira | 1 : 3 | Once Caldas            | Hernán Ramírez Villegas        | 1 de marzo    | 20:15 | Win Sports+              |
| Millonarios       | 0 : 0 | Santa Fe               | Nemesio Camacho El Campín      | 3 de marzo    | 19:40 | Win Sports+              |

| Deportivo Cali         | 2 : 2 | Deportivo Pereira | Deportivo Cali            | 6 de marzo  | 19:40 | Win Sports+              |
| Once Caldas            | 1 : 1 | América de Cali   | Palogrande                | 7 de marzo  | 16:05 | Win Sports+              |
| Independiente Medellín | 1 : 0 | Millonarios       | Atanasio Girardot         | 7 de marzo  | 18:10 | Win Sports+              |
| Atlético Bucaramanga   | 1 : 1 | Junior            | Alfonso López             | 7 de marzo  | 20:15 | Win Sports+              |
| Boyacá Chicó           | 2 : 2 | Alianza Petrolera | La Independencia          | 8 de marzo  | 14:00 | Win Sports+ y Win Sports |
| Envigado F. C.         | 2 : 2 | Águilas Doradas   | Polideportivo Sur         | 8 de marzo  | 16:05 | Win Sports+              |
| Santa Fe               | 2 : 2 | Atlético Nacional | Nemesio Camacho El Campín | 8 de marzo  | 18:10 | Win Sports+              |
| Deportes Tolima        | 1 : 0 | Patriotas         | Manuel Murillo Toro       | 8 de marzo  | 20:15 | Win Sports+ y Win Sports |
| Jaguares               | 0 : 3 | Cúcuta Deportivo  | Jaraguay                  | 10 de marzo | 18:00 | Win Sports+ y Win Sports |
| La Equidad             | 1 : 1 | Deportivo Pasto   | Metropolitano de Techo    | 10 de marzo | 20:05 | Win Sports+ y Win Sports |

| La Equidad        | 4 : 0 | Boyacá Chicó           | Metropolitano de Techo    | 18 de septiembre | 18:00 | Win Sports+ y Win Sports |
| Patriotas         | 0 : 1 | Envigado F. C.         | La Independencia          | 19 de septiembre | 14:00 | Win Sports+ y Win Sports |
| Deportivo Pereira | 1 : 2 | Santa Fe               | Hernán Ramírez Villegas   | 19 de septiembre | 16:00 | Win Sports+              |
| Alianza Petrolera | 1 : 0 | Independiente Medellín | Daniel Villa Zapata       | 19 de septiembre | 18:05 | Win Sports+ y Win Sports |
| Millonarios       | 1 : 3 | Once Caldas            | Nemesio Camacho El Campín | 19 de septiembre | 20:10 | Win Sports+              |
| Deportivo Pasto   | 2 : 0 | Jaguares               | Departamental Libertad    | 20 de septiembre | 15:15 | Win Sports+ y Win Sports |
| América de Cali   | 2 : 1 | Atlético Bucaramanga   | Olímpico Pascual Guerrero | 20 de septiembre | 17:30 | Win Sports+              |
| Junior            | 2 : 1 | Águilas Doradas        | Romelio Martínez          | 20 de septiembre | 19:45 | Win Sports+              |
| Cúcuta Deportivo  | 3 : 3 | Deportivo Cali         | Centenario de Armenia     | 22 de septiembre | 19:40 | Win Sports+ y Win Sports |
| Atlético Nacional | 1 : 2 | Deportes Tolima        | Atanasio Girardot         | 30 de septiembre | 20:10 | Win Sports+              |

| Jaguares               | 2 : 0 | La Equidad        | Jaraguay                  | 25 de septiembre | 18:00 | Win Sports+ y Win Sports |
| Once Caldas            | 2 : 0 | Atlético Nacional | Palogrande                | 25 de septiembre | 20:05 | Win Sports+              |
| Atlético Bucaramanga   | 1 : 1 | Patriotas         | Alfonso López             | 26 de septiembre | 16:00 | Win Sports+ y Win Sports |
| Envigado F. C.         | 1 : 0 | Junior            | Polideportivo Sur         | 26 de septiembre | 18:05 | Win Sports+              |
| Deportes Tolima        | 1 : 0 | América de Cali   | Manuel Murillo Toro       | 26 de septiembre | 20:10 | Win Sports+              |
| Boyacá Chicó           | 0 : 2 | Cúcuta Deportivo  | La Independencia          | 27 de septiembre | 14:00 | Win Sports+ y Win Sports |
| Deportivo Cali         | 2 : 0 | Alianza Petrolera | Deportivo Cali            | 27 de septiembre | 16:00 | Win Sports+ y Win Sports |
| Independiente Medellín | 1 : 1 | Deportivo Pereira | Atanasio Girardot         | 27 de septiembre | 18:05 | Win Sports+              |
| Santa Fe               | 1 : 1 | Millonarios       | Nemesio Camacho El Campín | 27 de septiembre | 20:10 | Win Sports+              |
| Águilas Doradas        | 1 : 1 | Deportivo Pasto   | Alberto Grisales          | 29 de septiembre | 19:40 | Win Sports+ y Win Sports |

| Alianza Petrolera | 1 : 1 | Once Caldas            | Daniel Villa Zapata       | 2 de octubre | 16:00 | Win Sports+ y Win Sports |
| Cúcuta Deportivo  | 2 : 3 | Santa Fe               | Centenario de Armenia     | 2 de octubre | 18:05 | Win Sports+ y Win Sports |
| Millonarios       | 0 : 0 | Atlético Bucaramanga   | Nemesio Camacho El Campín | 2 de octubre | 20:10 | Win Sports+              |
| Deportivo Pasto   | 2 : 1 | Boyacá Chicó           | Departamental Libertad    | 3 de octubre | 14:00 | Win Sports+ y Win Sports |
| Jaguares          | 0 : 0 | Deportivo Cali         | Jaraguay                  | 3 de octubre | 16:00 | Win Sports+              |
| Deportivo Pereira | 0 : 0 | Deportes Tolima        | Hernán Ramírez Villegas   | 3 de octubre | 18:05 | Win Sports+ y Win Sports |
| Atlético Nacional | 3 : 2 | Envigado F. C.         | Atanasio Girardot         | 3 de octubre | 20:10 | Win Sports+              |
| Patriotas         | 0 : 0 | Junior                 | La Independencia          | 4 de octubre | 16:00 | Win Sports+              |
| América de Cali   | 3 : 1 | Águilas Doradas        | Olímpico Pascual Guerrero | 4 de octubre | 18:05 | Win Sports+              |
| La Equidad        | 1 : 0 | Independiente Medellín | Metropolitano de Techo    | 4 de octubre | 20:10 | Win Sports+ y Win Sports |

| Santa Fe               | 4 : 1        | Alianza Petrolera | Nemesio Camacho El Campín | 6 de octubre | 14:00 | Win Sports+ y Win Sports |
| Once Caldas            | 0 : 3 (W.O.) | Deportivo Pereira | Palogrande                | 6 de octubre | 16:00 | Win Sports+ y Win Sports |
| Deportes Tolima        | 2 : 2        | Millonarios       | Manuel Murillo Toro       | 6 de octubre | 18:05 | Win Sports+              |
| Atlético Bucaramanga   | 1 : 2        | Atlético Nacional | Alfonso López             | 6 de octubre | 20:10 | Win Sports+              |
| Deportivo Cali         | 1 : 0        | La Equidad        | Deportivo Cali            | 7 de octubre | 16:00 | Win Sports+ y Win Sports |
| Envigado F. C.         | 1 : 1        | América de Cali   | Polideportivo Sur         | 7 de octubre | 18:05 | Win Sports+              |
| Junior                 | 0 : 1        | Deportivo Pasto   | Romelio Martínez          | 7 de octubre | 20:10 | Win Sports+              |
| Águilas Doradas        | 3 : 0        | Patriotas         | Alberto Grisales          | 8 de octubre | 14:00 | Win Sports+ y Win Sports |
| Boyacá Chicó           | 1 : 0        | Jaguares          | La Independencia          | 8 de octubre | 18:05 | Win Sports+ y Win Sports |
| Independiente Medellín | 4 : 1        | Cúcuta Deportivo  | Atanasio Girardot         | 8 de octubre | 20:10 | Win Sports+              |

| La Equidad        | 2 : 0 | Once Caldas            | Metropolitano de Techo    | 10 de octubre | 14:00 | Win Sports+ y Win Sports |
| Deportivo Pereira | 1 : 1 | Envigado F. C.         | Hernán Ramírez Villegas   | 10 de octubre | 16:00 | Win Sports+ y Win Sports |
| Deportivo Pasto   | 1 : 1 | Deportivo Cali         | Departamental Libertad    | 10 de octubre | 18:05 | Win Sports+              |
| Atlético Nacional | 2 : 2 | Junior                 | Atanasio Girardot         | 10 de octubre | 20:10 | Win Sports+              |
| Cúcuta Deportivo  | 0 : 3 | Deportes Tolima        | Centenario de Armenia     | 11 de octubre | 14:00 | Win Sports+ y Win Sports |
| Boyacá Chicó      | 1 : 0 | Independiente Medellín | La Independencia          | 11 de octubre | 16:00 | Win Sports+ y Win Sports |
| América de Cali   | 3 : 0 | Patriotas              | Olímpico Pascual Guerrero | 11 de octubre | 18:05 | Win Sports+              |
| Millonarios       | 0 : 0 | Águilas Doradas        | Nemesio Camacho El Campín | 11 de octubre | 20:10 | Win Sports+              |
| Alianza Petrolera | 1 : 2 | Atlético Bucaramanga   | Daniel Villa Zapata       | 12 de octubre | 18:05 | Win Sports+ y Win Sports |
| Jaguares          | 1 : 1 | Santa Fe               | Jaraguay                  | 12 de octubre | 20:10 | Win Sports+              |

| Patriotas              | 1 : 1 | Deportivo Pasto   | La Independencia               | 14 de octubre | 11:00 | Win Sports+ y Win Sports |
| Deportivo Cali         | 3 : 1 | Boyacá Chicó      | Deportivo Cali                 | 14 de octubre | 14:00 | Win Sports+ y Win Sports |
| Once Caldas            | 1 : 1 | Cúcuta Deportivo  | Palogrande                     | 14 de octubre | 16:00 | Win Sports+              |
| Envigado F. C.         | 1 : 2 | Millonarios       | Polideportivo Sur              | 14 de octubre | 18:05 | Win Sports+              |
| Junior                 | 1 : 1 | América de Cali   | Metropolitano Roberto Meléndez | 14 de octubre | 20:10 | Win Sports+              |
| Santa Fe               | 1 : 0 | La Equidad        | Nemesio Camacho El Campín      | 15 de octubre | 11:00 | Win Sports+ y Win Sports |
| Independiente Medellín | 1 : 1 | Jaguares          | Atanasio Girardot              | 15 de octubre | 14:00 | Win Sports+ y Win Sports |
| Deportes Tolima        | 3 : 1 | Alianza Petrolera | Manuel Murillo Toro            | 15 de octubre | 16:00 | Win Sports+ y Win Sports |
| Águilas Doradas        | 2 : 3 | Atlético Nacional | Alberto Grisales               | 15 de octubre | 18:05 | Win Sports+              |
| Atlético Bucaramanga   | 1 : 0 | Deportivo Pereira | Alfonso López                  | 15 de octubre | 20:10 | Win Sports+              |

| Boyacá Chicó      | 1 : 1 | Once Caldas            | La Independencia          | 17 de octubre | 16:00 | Win Sports+ y Win Sports |
| Cúcuta Deportivo  | 1 : 0 | Envigado F. C.         | Centenario de Armenia     | 17 de octubre | 18:05 | Win Sports+ y Win Sports |
| Millonarios       | 1 : 0 | Patriotas              | Nemesio Camacho El Campín | 17 de octubre | 20:10 | Win Sports+              |
| La Equidad        | 2 : 1 | Atlético Bucaramanga   | Metropolitano de Techo    | 18 de octubre | 11:00 | Win Sports+ y Win Sports |
| Deportivo Pereira | 0 : 2 | Junior                 | Hernán Ramírez Villegas   | 18 de octubre | 14:00 | Win Sports+              |
| Jaguares          | 1 : 1 | Deportes Tolima        | Jaraguay                  | 18 de octubre | 16:00 | Win Sports+ y Win Sports |
| Atlético Nacional | 2 : 2 | América de Cali        | Atanasio Girardot         | 18 de octubre | 18:05 | Win Sports+              |
| Deportivo Pasto   | 2 : 1 | Independiente Medellín | Departamental Libertad    | 18 de octubre | 20:10 | Win Sports+              |
| Alianza Petrolera | 0 : 1 | Águilas Doradas        | Daniel Villa Zapata       | 19 de octubre | 18:00 | Win Sports+ y Win Sports |
| Deportivo Cali    | 3 : 2 | Santa Fe               | Deportivo Cali            | 19 de octubre | 20:00 | Win Sports+              |

| Once Caldas            | 2 : 1 | Jaguares          | Palogrande                     | 24 de octubre | 16:00 | Win Sports+ y Win Sports |
| Deportes Tolima        | 1 : 2 | La Equidad        | Manuel Murillo Toro            | 24 de octubre | 18:05 | Win Sports+ y Win Sports |
| Junior                 | 1 : 1 | Millonarios       | Metropolitano Roberto Meléndez | 24 de octubre | 20:10 | Win Sports+              |
| Envigado F. C.         | 3 : 3 | Alianza Petrolera | Polideportivo Sur              | 25 de octubre | 11:30 | Win Sports+ y Win Sports |
| Patriotas              | 2 : 1 | Atlético Nacional | La Independencia               | 25 de octubre | 14:00 | Win Sports+              |
| Santa Fe               | 3 : 1 | Boyacá Chicó      | Nemesio Camacho El Campín      | 25 de octubre | 16:00 | Win Sports+              |
| América de Cali        | 3 : 2 | Deportivo Pasto   | Olímpico Pascual Guerrero      | 25 de octubre | 18:05 | Win Sports+              |
| Independiente Medellín | 2 : 3 | Deportivo Cali    | Atanasio Girardot              | 25 de octubre | 20:10 | Win Sports+              |
| Águilas Doradas        | 1 : 0 | Deportivo Pereira | Alberto Grisales               | 26 de octubre | 18:00 | Win Sports+ y Win Sports |
| Atlético Bucaramanga   | 1 : 0 | Cúcuta Deportivo  | Alfonso López                  | 26 de octubre | 20:00 | Win Sports+ y Win Sports |

| Jaguares               | 0 : 0 | Envigado F. C.       | Jaraguay                  | 31 de octubre  | 15:30 | Win Sports+ y Win Sports |
| Millonarios            | 3 : 0 | Atlético Nacional    | Nemesio Camacho El Campín | 31 de octubre  | 18:00 | Win Sports+              |
| Deportivo Cali         | 1 : 2 | Deportes Tolima      | Deportivo Cali            | 31 de octubre  | 20:10 | Win Sports+              |
| La Equidad             | 0 : 0 | Águilas Doradas      | Metropolitano de Techo    | 1 de noviembre | 14:00 | Win Sports+ y Win Sports |
| Cúcuta Deportivo       | 1 : 4 | Junior               | Centenario de Armenia     | 1 de noviembre | 16:00 | Win Sports+              |
| Deportivo Pasto        | 1 : 1 | Santa Fe             | Departamental Libertad    | 1 de noviembre | 18:05 | Win Sports+              |
| Independiente Medellín | 1 : 1 | Once Caldas          | Atanasio Girardot         | 1 de noviembre | 20:10 | Win Sports+ y Win Sports |
| Boyacá Chicó           | 1 : 0 | Atlético Bucaramanga | La Independencia          | 2 de noviembre | 18:10 | Win Sports+ y Win Sports |
| Deportivo Pereira      | 0 : 1 | América de Cali      | Hernán Ramírez Villegas   | 2 de noviembre | 20:15 | Win Sports+              |
| Alianza Petrolera      | 0 : 0 | Patriotas            | Daniel Villa Zapata       | 3 de noviembre | 19:40 | Win Sports+ y Win Sports |

| Santa Fe             | 3 : 0 | Independiente Medellín | Nemesio Camacho El Campín | 5 de noviembre | 19:40 | Win Sports+              |
| Envigado F. C.       | 1 : 1 | La Equidad             | Polideportivo Sur         | 6 de noviembre | 18:00 | Win Sports+ y Win Sports |
| Águilas Doradas      | 2 : 1 | Cúcuta Deportivo       | Alberto Grisales          | 6 de noviembre | 20:00 | Win Sports+ y Win Sports |
| Patriotas            | 1 : 0 | Deportivo Pereira      | La Independencia          | 7 de noviembre | 14:30 | Win Sports+ y Win Sports |
| Atlético Bucaramanga | 2 : 2 | Jaguares               | Alfonso López             | 7 de noviembre | 16:30 | Win Sports+ y Win Sports |
| Deportes Tolima      | 2 : 0 | Boyacá Chicó           | Manuel Murillo Toro       | 7 de noviembre | 18:30 | Win Sports+ y Win Sports |
| América de Cali      | 0 : 2 | Millonarios            | Olímpico Pascual Guerrero | 7 de noviembre | 20:30 | Win Sports+              |
| Once Caldas          | 1 : 1 | Deportivo Cali         | Palogrande                | 8 de noviembre | 16:00 | Win Sports+              |
| Junior               | 2 : 1 | Alianza Petrolera      | Romelio Martínez          | 8 de noviembre | 18:05 | Win Sports+              |
| Atlético Nacional    | 1 : 0 | Deportivo Pasto        | Atanasio Girardot         | 8 de noviembre | 20:10 | Win Sports+              |

| La Equidad             | 1 : 0        | Patriotas            | Metropolitano de Techo    | 10 de noviembre | 14:00 | Win Sports+ y Win Sports |
| Independiente Medellín | 1 : 0        | Atlético Bucaramanga | Atanasio Girardot         | 10 de noviembre | 16:00 | Win Sports+ y Win Sports |
| Deportivo Pereira      | 0 : 2        | Millonarios          | Hernán Ramírez Villegas   | 10 de noviembre | 18:05 | Win Sports+              |
| Santa Fe               | 1 : 0        | Deportes Tolima      | Nemesio Camacho El Campín | 10 de noviembre | 20:10 | Win Sports+              |
| Deportivo Cali         | 3 : 0        | Envigado F. C.       | Deportivo Cali            | 11 de noviembre | 14:00 | Win Sports+ y Win Sports |
| Jaguares               | 2 : 2        | Junior               | Jaraguay                  | 11 de noviembre | 16:00 | Win Sports+              |
| Boyacá Chicó           | 1 : 2        | Águilas Doradas      | La Independencia          | 11 de noviembre | 18:05 | Win Sports+ y Win Sports |
| Alianza Petrolera      | 2 : 3        | Atlético Nacional    | Daniel Villa Zapata       | 11 de noviembre | 20:10 | Win Sports+              |
| Deportivo Pasto        | 2 : 1        | Once Caldas          | Departamental Libertad    | 12 de noviembre | 18:00 | Win Sports+ y Win Sports |
| Cúcuta Deportivo       | 0 : 3 (W.O.) | América de Cali      | Centenario de Armenia     | 12 de noviembre | 20:00 | Win Sports+              |

| Patriotas            | 2 : 0        | Jaguares               | La Independencia               | 14 de noviembre | 13:30 | Win Sports+ y Win Sports             |
| Envigado F. C.       | 2 : 1        | Independiente Medellín | Polideportivo Sur              | 14 de noviembre | 18:00 | Win Sports+ y Win Sports             |
| Atlético Bucaramanga | 1 : 2        | Santa Fe               | Alfonso López                  | 14 de noviembre | 20:00 | Win Sports+                          |
| Millonarios          | 6 : 1        | Alianza Petrolera      | Nemesio Camacho El Campín      | 15 de noviembre | 18:00 | Win Sports+                          |
| América de Cali      | 1 : 2        | La Equidad             | Olímpico Pascual Guerrero      | 15 de noviembre | 18:00 | Win Sports                           |
| Deportivo Pereira    | 1 : 1        | Deportivo Pasto        | Hernán Ramírez Villegas        | 15 de noviembre | 18:00 | Win Sports Online y www.winsports.co |
| Junior               | 3 : 0        | Boyacá Chicó           | Metropolitano Roberto Meléndez | 15 de noviembre | 18:00 | Win Sports Online y www.winsports.co |
| Águilas Doradas      | 4 : 1        | Deportivo Cali         | Alberto Grisales               | 15 de noviembre | 18:00 | Win Sports Online y www.winsports.co |
| Deportes Tolima      | 2 : 3        | Once Caldas            | Manuel Murillo Toro            | 15 de noviembre | 18:00 | Win Sports Online y www.winsports.co |
| Atlético Nacional    | 3 : 0 (W.O.) | Cúcuta Deportivo       | Atanasio Girardot              | 15 de noviembre | 18:00 | Win Sports Online y www.winsports.co |

1. 1 2 3 4 5 6 7 8 9 10 11 12 13 14 15 16 17 18 19 20 21 22 23 24 25 26 27 28 29 30 31 32 33 34 35 36 37 38 39 40  Partido con uso del VAR.
2. ↑  El partido entre Deportes Tolima y Junior por la sexta (6ª) fecha se disputó desde el 22 de febrero a las 19:30 horas, sin embargo fue suspendido a los 30 minutos de juego por lluvia torrencial y tormenta eléctrica. El partido se reanudó el 23 de febrero a las 9:30 horas.[59]
3. ↑  El partido entre Patriotas y Boyacá Chicó por la séptima (7ª) fecha fue inicialmente programado para disputarse desde las 14:00 horas, sin embargo, tuvo un retraso de 30 minutos debido a dificultades en el arribo de la unidad móvil de la producción televisiva a la ciudad de Tunja.[60]
4. 1 2 3 4 5 6 7 8 9 10 11 12  La novena (9ª) fecha del Torneo Apertura, programada inicialmente para disputarse entre el 13 y el 17 de marzo, fue aplazada debido a las medidas adoptadas por el Gobierno nacional para contener la pandemia de coronavirus y posteriormente reprogramada para el fin de semana del 19 y 20 de septiembre.[10] Las fechas posteriores fueron también aplazadas y reprogramadas debido a la suspensión del torneo.
5. ↑  El partido entre Atlético Nacional y Deportes Tolima por la novena (9ª) fecha fue inicialmente programado para disputarse el 18 de septiembre desde las 20:05 horas, sin embargo, fue suspendido por la Dimayor debido a la presencia de casos positivos por COVID-19 en el club Deportes Tolima[61] y posteriormente reprogramado para disputarse el 30 de septiembre desde las 20:10 horas.
6. ↑  La Dimayor sancionó al Once Caldas con la pérdida del partido Once Caldas vs. Deportivo Pereira por marcador de 0:3 por haber inscrito al jugador Elvis Mosquera, quien debía una fecha de suspensión.[62] El partido había concluido con resultado final 2:2.
7. 1 2  Partido no disputado debido a la liquidación judicial del club Cúcuta Deportivo, el cual fue sancionado con pérdida del partido por marcador de 3:0.[63]

## Fase final
Para la segunda fase del torneo, los cuartos de final, clasificaron los ocho mejores ubicados en la tabla del Todos contra todos. Estos ocho equipos se dividieron en cuatro llaves: llave A, B, C y D, los ubicados del primer (1.º) al cuarto (4.º) puesto fueron ubicados respectivamente en dichas llaves, con la ventaja de que el juego de vuelta lo disputarán en condición de local. Los rivales de estos cuatro equipos salieron de los equipos ubicados del quinto (5.º) al octavo (8.º) puesto, los cuales sortearon su ubicación en las llaves A, B, C y D. El sorteo para determinar el cuadro y las llaves de cuartos de final se realizó el 16 de noviembre de 2020.

### Cuadro final
|  | Cuartos de final                                                         | Cuartos de final                                                         | Cuartos de final                                                         | Cuartos de final                                                         | Cuartos de final                                                         |          |          | Semifinales                                                            | Semifinales                                                            | Semifinales                                                            | Semifinales                                                            | Semifinales                                                            |   |  | Final                                                          | Final                                                          | Final                                                          | Final                                                          | Final                                                          |  |
|  | 21 y 22 de noviembre de 2020 (ida) 28 y 29 de noviembre de 2020 (vuelta) | 21 y 22 de noviembre de 2020 (ida) 28 y 29 de noviembre de 2020 (vuelta) | 21 y 22 de noviembre de 2020 (ida) 28 y 29 de noviembre de 2020 (vuelta) | 21 y 22 de noviembre de 2020 (ida) 28 y 29 de noviembre de 2020 (vuelta) | 21 y 22 de noviembre de 2020 (ida) 28 y 29 de noviembre de 2020 (vuelta) |          |          | 5 y 6 de diciembre de 2020 (ida) 12 y 13 de diciembre de 2020 (vuelta) | 5 y 6 de diciembre de 2020 (ida) 12 y 13 de diciembre de 2020 (vuelta) | 5 y 6 de diciembre de 2020 (ida) 12 y 13 de diciembre de 2020 (vuelta) | 5 y 6 de diciembre de 2020 (ida) 12 y 13 de diciembre de 2020 (vuelta) | 5 y 6 de diciembre de 2020 (ida) 12 y 13 de diciembre de 2020 (vuelta) |   |  | 20 de diciembre de 2020 (ida) 27 de diciembre de 2020 (vuelta) | 20 de diciembre de 2020 (ida) 27 de diciembre de 2020 (vuelta) | 20 de diciembre de 2020 (ida) 27 de diciembre de 2020 (vuelta) | 20 de diciembre de 2020 (ida) 27 de diciembre de 2020 (vuelta) | 20 de diciembre de 2020 (ida) 27 de diciembre de 2020 (vuelta) |  |
|  |                                                                          |                                                                          |                                                                          |                                                                          |                                                                          |          |          |                                                                        |                                                                        |                                                                        |                                                                        |                                                                        |   |  |                                                                |                                                                |                                                                |                                                                |                                                                |  |
|  |                                                                          |                                                                          |                                                                          |                                                                          |                                                                          |          |          |                                                                        |                                                                        |                                                                        |                                                                        |                                                                        |   |  |                                                                |                                                                |                                                                |                                                                |                                                                |  |
|  | 1                                                                        | Santa Fe                                                                 | 0                                                                        | 2                                                                        | 2                                                                        |          |          |                                                                        |                                                                        |                                                                        |                                                                        |                                                                        |   |  |                                                                |                                                                |                                                                |                                                                |                                                                |  |
|  | 1                                                                        | Santa Fe                                                                 | 0                                                                        | 2                                                                        | 2                                                                        |          |          |                                                                        |                                                                        |                                                                        |                                                                        |                                                                        |   |  |                                                                |                                                                |                                                                |                                                                |                                                                |  |
|  |                                                                          | Deportivo Pasto                                                          | 1                                                                        | 0                                                                        | 1                                                                        |          |          |                                                                        |                                                                        |                                                                        |                                                                        |                                                                        |   |  |                                                                |                                                                |                                                                |                                                                |                                                                |  |
|  |                                                                          | Deportivo Pasto                                                          | 1                                                                        | 0                                                                        | 1                                                                        | Santa Fe | Santa Fe | 1                                                                      | 2                                                                      | 3                                                                      |                                                                        |                                                                        |   |  |                                                                |                                                                |                                                                |                                                                |                                                                |  |
|  |                                                                          |                                                                          |                                                                          |                                                                          |                                                                          | Santa Fe | Santa Fe | 1                                                                      | 2                                                                      | 3                                                                      |                                                                        |                                                                        |   |  |                                                                |                                                                |                                                                |                                                                |                                                                |  |
|  |                                                                          |                                                                          | La Equidad                                                               | La Equidad                                                               | 1                                                                        | 1        | 2        |                                                                        |                                                                        |                                                                        |                                                                        |                                                                        |   |  |                                                                |                                                                |                                                                |                                                                |                                                                |  |
|  | 4                                                                        | Deportivo Cali                                                           | La Equidad                                                               | La Equidad                                                               | 1                                                                        | 1        | 2        | 1                                                                      | 0                                                                      | 1                                                                      |                                                                        |                                                                        |   |  |                                                                |                                                                |                                                                |                                                                |                                                                |  |
|  | 4                                                                        | Deportivo Cali                                                           |                                                                          |                                                                          |                                                                          |          |          |                                                                        |                                                                        | 1                                                                      |                                                                        |                                                                        |   |  |                                                                |                                                                |                                                                |                                                                |                                                                |  |
|  |                                                                          | La Equidad                                                               | 1                                                                        | 1                                                                        | 2                                                                        |          |          |                                                                        |                                                                        |                                                                        |                                                                        |                                                                        |   |  |                                                                |                                                                |                                                                |                                                                |                                                                |  |
|  |                                                                          |                                                                          |                                                                          |                                                                          |                                                                          |          |          |                                                                        | Santa Fe                                                               | Santa Fe                                                               | 0                                                                      | 2                                                                      | 2 |  |                                                                |                                                                |                                                                |                                                                |                                                                |  |
|  |                                                                          |                                                                          |                                                                          |                                                                          |                                                                          |          |          |                                                                        |                                                                        |                                                                        |                                                                        |                                                                        | 2 |  |                                                                |                                                                |                                                                |                                                                |                                                                |  |
|  |                                                                          |                                                                          | América de Cali                                                          | América de Cali                                                          | 3                                                                        | 0        | 3        |                                                                        |                                                                        |                                                                        |                                                                        |                                                                        |   |  |                                                                |                                                                |                                                                |                                                                |                                                                |  |
|  | 2                                                                        | Deportes Tolima                                                          | América de Cali                                                          | América de Cali                                                          | 3                                                                        | 0        | 3        | 0                                                                      | 0                                                                      | 0                                                                      |                                                                        |                                                                        |   |  |                                                                |                                                                |                                                                |                                                                |                                                                |  |
|  | 2                                                                        | Deportes Tolima                                                          |                                                                          |                                                                          |                                                                          |          |          |                                                                        |                                                                        | 0                                                                      |                                                                        |                                                                        |   |  |                                                                |                                                                |                                                                |                                                                |                                                                |  |
|  |                                                                          | Junior                                                                   | 1                                                                        | 1                                                                        | 2                                                                        |          |          |                                                                        |                                                                        |                                                                        |                                                                        |                                                                        |   |  |                                                                |                                                                |                                                                |                                                                |                                                                |  |
|  |                                                                          | Junior                                                                   | 1                                                                        | 1                                                                        | 2                                                                        | Junior   | Junior   | 0                                                                      | 1                                                                      | 1                                                                      |                                                                        |                                                                        |   |  |                                                                |                                                                |                                                                |                                                                |                                                                |  |
|  |                                                                          |                                                                          |                                                                          |                                                                          |                                                                          | Junior   | Junior   | 0                                                                      | 1                                                                      | 1                                                                      |                                                                        |                                                                        |   |  |                                                                |                                                                |                                                                |                                                                |                                                                |  |
|  |                                                                          |                                                                          | América de Cali                                                          | América de Cali                                                          | 0                                                                        | 2        | 2        |                                                                        |                                                                        |                                                                        |                                                                        |                                                                        |   |  |                                                                |                                                                |                                                                |                                                                |                                                                |  |
|  | 3                                                                        | Atlético Nacional                                                        | América de Cali                                                          | América de Cali                                                          | 0                                                                        | 2        | 2        | 2                                                                      | 0                                                                      | 2                                                                      |                                                                        |                                                                        |   |  |                                                                |                                                                |                                                                |                                                                |                                                                |  |
|  | 3                                                                        | Atlético Nacional                                                        |                                                                          |                                                                          |                                                                          |          |          |                                                                        |                                                                        | 2                                                                      |                                                                        |                                                                        |   |  |                                                                |                                                                |                                                                |                                                                |                                                                |  |
|  |                                                                          | América de Cali                                                          | 1                                                                        | 3                                                                        | 4                                                                        |          |          |                                                                        |                                                                        |                                                                        |                                                                        |                                                                        |   |  |                                                                |                                                                |                                                                |                                                                |                                                                |  |
|  |                                                                          |                                                                          |                                                                          |                                                                          |                                                                          |          |          |                                                                        |                                                                        |                                                                        |                                                                        |                                                                        |   |  |                                                                |                                                                |                                                                |                                                                |                                                                |  |
|  |                                                                          |                                                                          |                                                                          |                                                                          |                                                                          |          |          |                                                                        |                                                                        |                                                                        |                                                                        |                                                                        |   |  |                                                                |                                                                |                                                                |                                                                |                                                                |  |

- Nota: El equipo ubicado en la primera línea de cada llave es el que ejerce la localía en el partido de vuelta.

### Cuartos de final
- La hora de cada encuentro corresponde al huso horario que rige a Colombia (UTC-5).

| 22 de noviembre de 2020, 20:10 | Deportivo Pasto | 1:0 (1:0) | Santa Fe | Estadio Departamental Libertad, Pasto                  |                                                        |
|                                | Medina 16'      | Reporte   |          | Asistencia: 0 espectadores Árbitro(s): John Hinestroza | Asistencia: 0 espectadores Árbitro(s): John Hinestroza |

| 29 de noviembre de 2020, 17:30 | Santa Fe           | 2:0 (2:0) | Deportivo Pasto | Estadio El Campín, Bogotá                              |                                                        |
|                                | Velásquez 12', 34' | Reporte   |                 | Asistencia: 0 espectadores Árbitro(s): Carlos Betancur | Asistencia: 0 espectadores Árbitro(s): Carlos Betancur |

| 22 de noviembre de 2020, 18:05 | Junior    | 1:0 (1:0) | Deportes Tolima | Estadio Metropolitano Roberto Meléndez, Barranquilla   |                                                        |
|                                | Borja 24' | Reporte   |                 | Asistencia: 0 espectadores Árbitro(s): Carlos Betancur | Asistencia: 0 espectadores Árbitro(s): Carlos Betancur |

| 29 de noviembre de 2020, 20:00 | Deportes Tolima | 0:1 (0:0) | Junior           | Estadio Metropolitano de Techo, Bogotá               |                                                      |
|                                |                 | Reporte   | Borja 89' (pen.) | Asistencia: 0 espectadores Árbitro(s): Wilmar Roldán | Asistencia: 0 espectadores Árbitro(s): Wilmar Roldán |

| 21 de noviembre de 2020, 20:00 | América de Cali  | 1:2 (1:1) | Atlético Nacional       | Estadio Pascual Guerrero, Cali                       |                                                      |
|                                | Ramos 38' (pen.) | Reporte   | Duque 45+3' (pen.), 87' | Asistencia: 0 espectadores Árbitro(s): Edilson Ariza | Asistencia: 0 espectadores Árbitro(s): Edilson Ariza |

| 28 de noviembre de 2020, 20:10 | Atlético Nacional | 0:3 (0:2) | América de Cali                     | Estadio Atanasio Girardot, Medellín                     |                                                         |
|                                |                   | Reporte   | Vergara 11' · Ramos 20', 62' (pen.) | Asistencia: 0 espectadores Árbitro(s): Alexander Ospina | Asistencia: 0 espectadores Árbitro(s): Alexander Ospina |

| 21 de noviembre de 2020, 17:30 | La Equidad | 1:1 (0:1) | Deportivo Cali | Estadio Metropolitano de Techo, Bogotá               |                                                      |
|                                | Castro 89' | Reporte   | Vásquez 2'     | Asistencia: 0 espectadores Árbitro(s): Wilmar Roldán | Asistencia: 0 espectadores Árbitro(s): Wilmar Roldán |

| 28 de noviembre de 2020, 17:30 | Deportivo Cali | 0:1 (0:0) | La Equidad | Estadio Deportivo Cali, Palmira                      |                                                      |
|                                |                | Reporte   | Mier 64'   | Asistencia: 0 espectadores Árbitro(s): Mario Herrera | Asistencia: 0 espectadores Árbitro(s): Mario Herrera |

### Semifinales
- La hora de cada encuentro corresponde al huso horario que rige a Colombia (UTC-5).

| 5 de diciembre de 2020, 20:00 | La Equidad | 1:1 (0:1) | Santa Fe     | Estadio Metropolitano de Techo, Bogotá                   |                                                          |
|                               | Sabbag 89' | Reporte   | Velásquez 3' | Asistencia: 0 espectadores Árbitro(s): Bismarks Santiago | Asistencia: 0 espectadores Árbitro(s): Bismarks Santiago |

| 12 de diciembre de 2020, 19:30 | Santa Fe               | 2:1 (1:0) | La Equidad  | Estadio El Campín, Bogotá                            |                                                      |
|                                | Ramos 25' · Cucchi 86' | Reporte   | Salazar 68' | Asistencia: 0 espectadores Árbitro(s): Wilmar Roldán | Asistencia: 0 espectadores Árbitro(s): Wilmar Roldán |

| 6 de diciembre de 2020, 20:00 | América de Cali | 0:0     | Junior | Estadio Pascual Guerrero, Cali                       |                                                      |
|                               |                 | Reporte |        | Asistencia: 0 espectadores Árbitro(s): Carlos Ortega | Asistencia: 0 espectadores Árbitro(s): Carlos Ortega |

| 13 de diciembre de 2020, 20:00 | Junior    | 1:2 (0:2) | América de Cali                | Estadio Metropolitano Roberto Meléndez, Barranquilla |                                                     |
|                                | Borja 71' | Reporte   | Sánchez 31' · Ramos 40' (pen.) | Asistencia: 0 espectadores Árbitro(s): Andrés Rojas  | Asistencia: 0 espectadores Árbitro(s): Andrés Rojas |

### Final
- La hora de cada encuentro corresponde al huso horario que rige a Colombia (UTC-5).

| 20 de diciembre de 2020, 18:00 | América de Cali                        | 3:0 (1:0) | Santa Fe | Estadio Pascual Guerrero, Cali                       |                                                      |
|                                | Cabrera 24' · Vergara 62' · Moreno 78' | Reporte   |          | Asistencia: 0 espectadores Árbitro(s): Carlos Ortega | Asistencia: 0 espectadores Árbitro(s): Carlos Ortega |

| 27 de diciembre de 2020, 18:00 | Santa Fe                      | 2:0 (2:0) | América de Cali | Estadio El Campín, Bogotá                            |                                                      |
|                                | Palacios 40' · Sambueza 45+3' | Reporte   |                 | Asistencia: 0 espectadores Árbitro(s): Wilmar Roldán | Asistencia: 0 espectadores Árbitro(s): Wilmar Roldán |

|                                     |
| Bandera de Colombia                 |
| Campeón América de Cali 15.º título |

## Liguilla de eliminados

### Cuadrangulares por el repechaje
- La hora de cada encuentro corresponde al huso horario que rige a Colombia (UTC-5)

Paralelo a la fase final del torneo, se disputó una "liguilla" entre los clubes que no clasificaron a la fase final del torneo, por un partido de repechaje para tener un cupo a la Copa Sudamericana 2021 que el ganador de la liguilla tuvo derecho a disputar. Los 12 clubes participantes fueron divididos en tres cuadrangulares de cuatro clubes cada uno según cercanía geográfica, donde cada club jugó una vez contra los demás integrantes de su grupo. Los dos clubes de cada cuadrangular que hayan ocupado la mejor posición finalizada la fase todos contra todos tuvieron derecho a jugar dos partidos en condición de local. Los ganadores de los tres cuadrangulares y el mejor segundo avanzaron a las semifinales.
Debido a los problemas administrativos del Cúcuta Deportivo, la Dimayor tomó la determinación de excluir al club de la liguilla y por tanto, el grupo C fue disputado únicamente por tres clubes.
|  |                                                                             |
|  | Clasificado a la semifinal de la liguilla de eliminados.                    |
|  | Clasificado a la semifinal de la liguilla de eliminados como mejor segundo. |
|  | Eliminados.                                                                 |

#### Grupo A
| Pos. | Equipos                | PJ | PG | PE | PP | GF | GC | Dif. | Pts. |
| ---- | ---------------------- | -- | -- | -- | -- | -- | -- | ---- | ---- |
| 1.   | Deportivo Pereira      | 3  | 2  | 1  | 0  | 5  | 3  | 2    | 7    |
| 2.   | Águilas Doradas        | 3  | 1  | 2  | 0  | 5  | 4  | 1    | 5    |
| 3.   | Independiente Medellín | 3  | 1  | 0  | 2  | 5  | 4  | 1    | 3    |
| 4.   | Envigado F. C.         | 3  | 0  | 1  | 2  | 1  | 5  | -4   | 1    |

| Equipo / Jornada       | 1 | 2 | 3 |
| ---------------------- | - | - | - |
| Deportivo Pereira      | 1 | 1 | 1 |
| Águilas Doradas        | 3 | 3 | 2 |
| Independiente Medellín | 4 | 2 | 3 |
| Envigado F. C.         | 2 | 4 | 4 |

| Primera | Águilas Doradas        | 1 : 1 | Envigado F. C.         | Alberto Grisales        | 26 de noviembre | 18:00 | Win Sports+ y Win Sports             |
| Primera | Independiente Medellín | 1 : 2 | Deportivo Pereira      | Atanasio Girardot       | 27 de noviembre | 18:00 | Win Sports+                          |
| Segunda | Deportivo Pereira      | 2 : 2 | Águilas Doradas        | Hernán Ramírez Villegas | 1 de diciembre  | 19:40 | Win Sports+ y Win Sports             |
| Segunda | Envigado F. C.         | 0 : 3 | Independiente Medellín | Polideportivo Sur       | 2 de diciembre  | 20:00 | Win Sports+                          |
| Tercera | Águilas Doradas        | 2 : 1 | Independiente Medellín | Alberto Grisales        | 9 de diciembre  | 19:40 | Win Sports                           |
| Tercera | Envigado F. C.         | 0 : 1 | Deportivo Pereira      | Polideportivo Sur       | 9 de diciembre  | 19:40 | Win Sports Online y www.winsports.co |

#### Grupo B
| Pos. | Equipos      | PJ | PG | PE | PP | GF | GC | Dif. | Pts. |
| ---- | ------------ | -- | -- | -- | -- | -- | -- | ---- | ---- |
| 1.   | Millonarios  | 3  | 3  | 0  | 0  | 10 | 4  | 6    | 9    |
| 2.   | Once Caldas  | 3  | 2  | 0  | 1  | 5  | 5  | 0    | 6    |
| 3.   | Patriotas    | 3  | 1  | 0  | 2  | 5  | 6  | -1   | 3    |
| 4.   | Boyacá Chicó | 3  | 0  | 0  | 3  | 1  | 6  | -5   | 0    |

| Equipo / Jornada | 1 | 2 | 3 |
| ---------------- | - | - | - |
| Millonarios      | 1 | 1 | 1 |
| Once Caldas      | 4 | 3 | 2 |
| Patriotas        | 2 | 2 | 3 |
| Boyacá Chicó     | 3 | 4 | 4 |

| Primera | Millonarios  | 5 : 2 | Once Caldas  | Nemesio Camacho El Campín | 27 de noviembre | 20:00 | Win Sports+                          |
| Primera | Boyacá Chicó | 1 : 3 | Patriotas    | La Independencia          | 30 de noviembre | 16:00 | Win Sports+ y Win Sports             |
| Segunda | Patriotas    | 2 : 3 | Millonarios  | La Independencia          | 4 de diciembre  | 19:40 | Win Sports+                          |
| Segunda | Once Caldas  | 1 : 0 | Boyacá Chicó | Palogrande                | 5 de diciembre  | 15:00 | Win Sports+ y Win Sports             |
| Tercera | Millonarios  | 2 : 0 | Boyacá Chicó | Nemesio Camacho El Campín | 9 de diciembre  | 19:40 | Win Sports+                          |
| Tercera | Once Caldas  | 2 : 0 | Patriotas    | Palogrande                | 9 de diciembre  | 19:40 | Win Sports Online y www.winsports.co |

#### Grupo C
| Pos. | Equipos              | PJ | PG | PE | PP | GF | GC | Dif. | Pts. |
| ---- | -------------------- | -- | -- | -- | -- | -- | -- | ---- | ---- |
| 1.   | Atlético Bucaramanga | 2  | 1  | 1  | 0  | 3  | 2  | 1    | 4    |
| 2.   | Jaguares             | 2  | 0  | 2  | 0  | 2  | 2  | 0    | 2    |
| 3.   | Alianza Petrolera    | 2  | 0  | 1  | 1  | 4  | 5  | -1   | 1    |

| Equipo / Jornada     | 1 | 2 | 3 |
| -------------------- | - | - | - |
| Atlético Bucaramanga | 1 | 1 | 1 |
| Jaguares             | 2 | 2 | 2 |
| Alianza Petrolera    | 3 | 3 | 3 |

| Primera | Atlético Bucaramanga        | 3 : 2 | Alianza Petrolera    | Alfonso López       | 26 de noviembre | 20:00 | Win Sports+ y Win Sports             |
| Primera | Libre: Jaguares             |       |                      |                     |                 |       |                                      |
| Segunda | Jaguares                    | 0 : 0 | Atlético Bucaramanga | Jaraguay            | 3 de diciembre  | 20:00 | Win Sports+ y Win Sports             |
| Segunda | Libre: Alianza Petrolera    |       |                      |                     |                 |       |                                      |
| Tercera | Alianza Petrolera           | 2 : 2 | Jaguares             | Daniel Villa Zapata | 9 de diciembre  | 19:40 | Win Sports Online y www.winsports.co |
| Tercera | Libre: Atlético Bucaramanga |       |                      |                     |                 |       |                                      |

#### Tabla de segundos lugares
El mejor equipo entre aquellos que hayan ocupado el segundo lugar en cada uno de sus grupos avanzó a las semifinales de la liguilla de eliminados. Dado que el grupo C tuvo un equipo menos que el resto de grupos, la clasificación se elaboró según los puntos obtenidos por partido jugado.
| Grupo | Equipo          | PJ | PG | PE | PP | GF | GC | Dif. | Pts. | Pts./PJ |
| ----- | --------------- | -- | -- | -- | -- | -- | -- | ---- | ---- | ------- |
| B     | Once Caldas     | 3  | 2  | 0  | 1  | 5  | 5  | 0    | 6    | 2       |
| A     | Águilas Doradas | 3  | 1  | 2  | 0  | 5  | 4  | 1    | 5    | 1.67    |
| C     | Jaguares        | 2  | 0  | 2  | 0  | 2  | 2  | 0    | 2    | 1       |

### Semifinales por el repechaje
- La hora de cada encuentro corresponde al huso horario que rige a Colombia (UTC-5)

Las semifinales de la liguilla de eliminados se disputaron a partido único, en el estadio donde oficia de local el equipo con la mayor puntuación sumadas la fase todos contra todos y los cuadrangulares de la liguilla.
| 16 de diciembre de 2020 | Deportivo Pereira                                        | 1:1 (1:1) (3:2 p.)         | Atlético Bucaramanga                                   | Estadio Hernán Ramírez Villegas, Pereira               |                                                        |
| 19:40                   | Navarro 33'                                              | Reporte                    | Herazo 19'                                             | Asistencia: 0 espectadores Árbitro(s): Diego Escalante | Asistencia: 0 espectadores Árbitro(s): Diego Escalante |
|                         |                                                          | Tiros desde el punto penal |                                                        |                                                        |                                                        |
|                         | Álvarez · Navarro · Lopera · Cano · De La Rosa · Córdoba |                            | Herazo · Torres · Gutiérrez · Manzano · Pérez · Makuka |                                                        |                                                        |

| 17 de diciembre de 2020 | Millonarios                                                         | 0:0 (7:6 p.)               | Once Caldas                                                     | Estadio El Campín, Bogotá                            |                                                      |
| 19:40                   |                                                                     | Reporte                    |                                                                 | Asistencia: 0 espectadores Árbitro(s): Edilson Ariza | Asistencia: 0 espectadores Árbitro(s): Edilson Ariza |
|                         |                                                                     | Tiros desde el punto penal |                                                                 |                                                      |                                                      |
|                         | Silva · Vargas · Perlaza · Abadía · De Los Santos · Montoya · Román |                            | Moreno · Lemos · Hernández · García · Correa · Mosquera · Gómez |                                                      |                                                      |

### Final por el repechaje
| 22 de diciembre de 2020 | Millonarios | 1:0 (1:0) | Deportivo Pereira | Estadio El Campín, Bogotá                            |                                                      |
| 20:00                   | Salazar 32' | Reporte   |                   | Asistencia: 0 espectadores Árbitro(s): Mario Herrera | Asistencia: 0 espectadores Árbitro(s): Mario Herrera |

## Repechaje a Copa Sudamericana
El ganador de la liguilla de eliminados, Millonarios, se enfrentó al Deportivo Cali, cuarto mejor equipo en la reclasificación no clasificado a la Copa Libertadores 2021, por el cupo Colombia 4 en la Copa Sudamericana 2021. El repechaje se jugó a partido único en el estadio Deportivo Cali el 29 de diciembre de 2020.
| 29 de diciembre de 2020 | Deportivo Cali                            | 1:1 (0:1) (4:3 p.)         | Millonarios                                | Estadio Deportivo Cali, Palmira                         |                                                         |
| 18:30                   | Palavecino 63'                            | Reporte                    | Salazar 37'                                | Asistencia: 0 espectadores Árbitro(s): Alexander Ospina | Asistencia: 0 espectadores Árbitro(s): Alexander Ospina |
|                         |                                           | Tiros desde el punto penal |                                            |                                                         |                                                         |
|                         | Vásquez · Valencia · Andrade · Palavecino |                            | Quiñones · Guerra · Román · Godoy · Abadía |                                                         |                                                         |

## Estadísticas

### Goleadores
| Jugador            | Equipos              | Goles | PJ | Media |
| ------------------ | -------------------- | ----- | -- | ----- |
| Miguel Borja       | Junior               | 14    | 23 | 0.61  |
| Jáder Obrian       | Águilas Doradas      | 13    | 22 | 0.59  |
| Agustín Palavecino | Deportivo Cali       | 10    | 19 | 0.53  |
| Matías Mier        | La Equidad           | 10    | 19 | 0.53  |
| Cristian Arango    | Millonarios          | 10    | 21 | 0.48  |
| Jefferson Duque    | Atlético Nacional    | 9     | 15 | 0.6   |
| Adrián Ramos       | América de Cali      | 9     | 18 | 0.5   |
| Diego Herazo       | Atlético Bucaramanga | 9     | 22 | 0.41  |
| Jorge Luis Ramos   | Santa Fe             | 7     | 19 | 0.37  |
| Ayron del Valle    | Millonarios          | 7     | 20 | 0.35  |

Fuente: Win Sports

### Asistencias
| Jugador            | Equipos           | Asistencias |
| ------------------ | ----------------- | ----------- |
| Andrés Andrade     | Atlético Nacional | 9           |
| Fabián Sambueza    | Santa Fe          | 7           |
| Yerson Candelo     | Atlético Nacional | 5           |
| Rafael Carrascal   | América de Cali   | 5           |
| Emerson Rodríguez  | Millonarios       | 5           |
| Jaminton Campaz    | Deportes Tolima   | 4           |
| Agustín Palavecino | Deportivo Cali    | 4           |
| Esneyder Mena      | Deportivo Pasto   | 4           |
| Neider Barona      | La Equidad        | 4           |
| Yeison Guzmán      | Envigado F. C.    | 4           |

Fuente: Soccerway

## Clasificación a torneos internacionales
| Clasificado como | Copa Libertadores 2021 | Copa Sudamericana 2021 |
| ---------------- | ---------------------- | ---------------------- |
| Colombia 1       | América de Cali        | Deportes Tolima        |
| Colombia 2       | Santa Fe               | La Equidad             |
| Colombia 3       | Junior                 | Deportivo Pasto        |
| Colombia 4       | Atlético Nacional      | Deportivo Cali         |

## Cambios de categoría al final de temporada
| Descenso | Ninguno |

| Ascenso | Ninguno |

| Desafiliado | Cúcuta Deportivo |